# Brian E. Winski

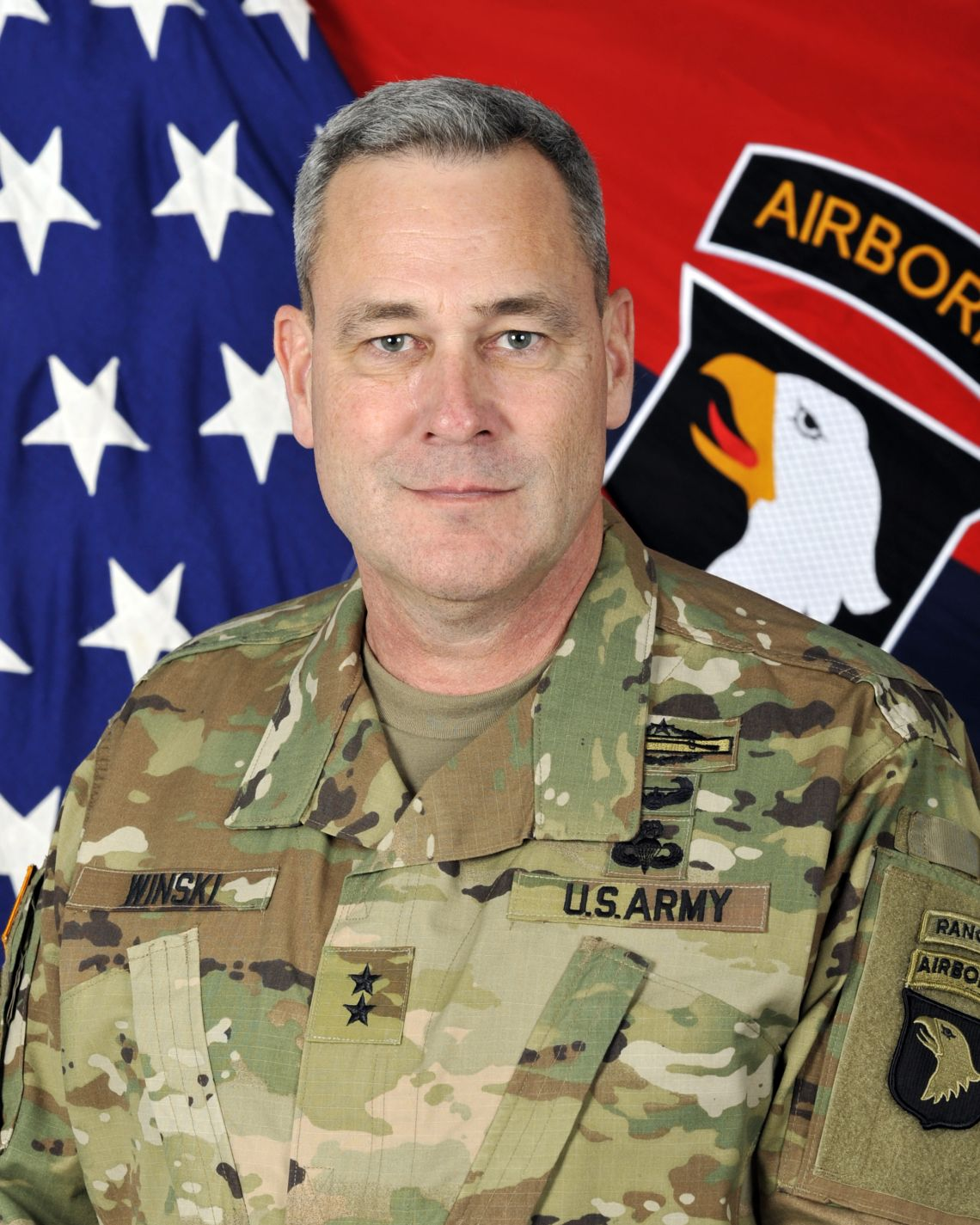
Brian E. Winski (2019)

Brian Edward Winski (* 23. März 1967 in Fairfax, Virginia) ist ein pensionierter Generalmajor der United States Army.
Brian Winski wurde in Virginia geboren wuchs aber in Milwaukee im Bundesstaat Wisconsin auf, wo er die öffentlichen Schulen und die High School besuchte. Über das ROTC-Programm der University of Wisconsin–Milwaukee gelangte er im Jahr 1989 in das Offizierskorps des US-Heeres. Dort wurde er als Leutnant der Infanterie zugeteilt. In der Armee durchlief er anschließend alle Offiziersränge vom Leutnant bis zum Zwei-Sterne-General.
Im Lauf seiner militärischen Karriere absolvierte Winski unter anderem das United States Army War College. Außerdem studierte er im Jahr 2000 an der Louisiana State University unter anderem das Fach Geschichte.
In seinen jüngeren Jahren absolvierte er den für Offiziere in den niederen Rangstufen üblichen Dienst in verschiedenen Einheiten und Standorten. Im weiteren Verlauf seiner Laufbahn kommandierte er Einheiten auf verschiedenen militärischen Ebenen. Zwischenzeitlich wurde er auch als Stabsoffizier verwendet. Winski wurde sowohl im Irak als auch in Afghanistan eingesetzt.
Von 2014 bis 2016 war Winski Stabsoffizier für Operationen (G3) bei der 82. Luftlandedivision in Fort Bragg. Anschließend war er Stabsoffizier im Heeresministerium, wo er in den Jahren 2017 und 2018 die Abteilung für die Beziehungen der Armee zum Kongress leitete (Chief  Legislative Liaison of the United States Army). Im Februar 2019 erhielt Brian Winski als Generalmajor das Kommando über die 101. Luftlandedivision. In dieser Funktion löste er Andrew P. Poppas ab. Er behielt dieses Amt bis März 2021. Nachdem er sein Kommando an Joseph McGee übergeben hatte, ging er in den Ruhestand. Anlässlich seines Ausscheidens aus dem Militärdienst im März 2021 würdigte ihn der Kongressabgeordnete Mark E. Green im Repräsentantenhaus mit einer Rede.
Brian Winski ist seit 1989 mit Kimberly Anne Bodoh verheiratet. Das Paar hat zwei erwachsene Kinder, die beide ebenfalls dem Offizierskorps der Armee angehören.  

## Orden und Auszeichnungen
Brian Winski erhielt im Lauf seiner militärischen Laufbahn unter anderem folgende Auszeichnungen:
- Army Distinguished Service Medal
- Legion of Merit
- Bronze Star Medal
- Ranger Tab
- Master parachutist wings
- Air Assault wings
- Combat Infantryman Badge